# پنی موردانت
پنه لوپه مری موردانت ((به انگلیسی: Penelope Mary Mordaunt)؛ زادهٔ ۴ مارس ۱۹۷۳) سیاستمدار بریتانیایی و رئیس مجلس عوام بریتانیا 
است. او به‌عنوان وزیر دفاع بریتانیا در دولت ترزا می فعالیت می‌کرد.
او تنها زن عضو شورای امنیت ملی بریتانیا، پس از نخست‌وزیر و همچنین اولین زنی است که در پست وزارت دفاع بریتانیای کبیر و یک وزارتخانه نظامی در راس نیروی دریایی سلطنتی به کار گمارده شده‌است. او اولین زنی در تاریخ بریتانیاست که در مراسم تاجگذاری شمشیر جواهرنشان را حمل و تقدیم به شاه کرده‌است.